# Emilio Butragueño
Emilio Butragueño Santos (* 22. červenec 1963) je bývalý španělský fotbalista. Hrál na pozici útočníka.

## Reprezentační kariéra
Se španělskou reprezentací vybojoval roku 1984 stříbrnou medaili na mistrovství Evropy. Celkem za národní tým odehrál 69 zápasů, v nichž vstřelil 26 branek. Hrál na dvou mistrovstvích světa (1986, 1990) a dvou mistrovstvích Evropy (1984, 1988). Na mistrovství světa roku 1986 v Mexiku dal pět branek, z toho čtyři v jediném zápase s Dánskem.

## Klubová kariéra
S Realem Madrid dvakrát vyhrál Pohár UEFA (1985, 1986), šestkrát španělskou ligu (1986, 1987, 1988, 1989, 1990, 1995), dvakrát španělský pohár (1989, 1993). V sezóně 1990/91 se v La Lize stal nejlepším střelcem.

## Ocenění
Dvakrát skončil třetí v anketě Zlatý míč (1986, 1987). Pelé ho roku 2004 zařadil mezi 125 nejlepších žijících fotbalistů.